# Superpuchar NRD w piłce nożnej mężczyzn
Superpuchar Niemieckiej Republiki Demokratycznej w piłce nożnej (niem. DFV-Supercup) – trofeum przyznawane zwycięskiej drużynie meczu rozgrywanego pomiędzy aktualnym Mistrzem NRD oraz zdobywcą Pucharu NRD w danym sezonie. Rozgrywki odbyły się jedynie w 1989, a w 1990 nastąpiło zjednoczenie Niemiec.

## Historia
W sezonie 1989 odbył się pierwszy i jedyny oficjalny mecz o Superpuchar Niemieckiej Republiki Demokratycznej. Jeszcze w 1988 zaplanowany był mecz o Superpuchar, ale Dynamo Berlin zdobył mistrzostwo i Puchar. Pierwszy pojedynek rozegrano 5 sierpnia 1989 roku. W tym meczu Dynamo Berlin pokonał 4:1 Dynamo Drezno na Stadionie Przyjaźni w Chociebużu.
Turniej nie został rozegrany w 1990 roku, kiedy trwało zjednoczenie Niemiec, a zamiast tego rozegrano ogólnoniemiecki Deutschland-Cup pomiędzy mistrzem NRD (Dynamo Drezno) a RFN (Bayern Monachium). W 1991 roku mistrz oraz zdobywca Pucharu NRD Hansa Rostock wraz z finalistą Pucharu Stahl Eisenhüttenstadt startowali w rozgrywkach DFB-Supercup.

## Format
Mecz o Superpuchar Niemieckiej Republiki Demokratycznej rozgrywany był przed rozpoczęciem każdego sezonu. W przypadku remisu po upływie regulaminowego czasu gry miała być przeprowadzana dogrywka. Jeżeli i ona nie wyłoniłaby zwycięzcy, to od razu zarządzana była seria rzutów karnych.

## Zwycięzcy i finaliści
| Sezon                                | K | K | T | Zwycięzca     | Wynik | Finalista     | Data, miejsce                                           | Uwagi |
| Superpuchar NRD (niem. DFV-Supercup) |   |   |   |               |       |               |                                                         |       |
| 1989                                 |   |   | 1 | Dynamo Berlin | 4:1   | Dynamo Drezno | 05.08.1989, Stadion der Freundschaft, Chociebuż, 22.347 |       |

Uwagi:

- wytłuszczono i kursywą oznaczone zespoły, które w tym samym roku wywalczyły mistrzostwo i Puchar kraju (dublet),
- wytłuszczono zespoły, które zdobyły mistrzostwo kraju,
- kursywą oznaczone zespoły, które zdobyły Puchar kraju.

## Statystyka

### Klasyfikacja według klubów
W dotychczasowej historii finałów o Superpuchar Czech na podium oficjalnie stawało w sumie 6 drużyn. Liderem klasyfikacji są Dynamo Berlin, który zdobył trofeum 1 raz.
Stan na 31.05.2022. 
| Lp. | Klub          | Zdobywca | Finalista     | Zwycięskie sezony | Przegrane finały |   |   |      |  |
| --- | ------------- | -------- | ------------- | ----------------- | ---------------- | - | - | ---- |  |
| Lp. | Klub          | 1.       | Dynamo Berlin | Zwycięskie sezony | Przegrane finały | 1 | 0 | 1989 |  |
| 2.  | Dynamo Drezno | 0        | 1             |                   | 1989             |   |   |      |  |

### Klasyfikacja według miast
Stan na 31.05.2022.
| Miasto | Liczba tytułów | Kluby          |
| ------ | -------------- | -------------- |
| Berlin | 1              | BFC Dynamo (1) |

### Klasyfikacja według kwalifikacji
| Tytuł                | Zwycięstw | Finałów |
| -------------------- | --------- | ------- |
| Mistrz NRD           | 0         | 1       |
| Zdobywca Pucharu NRD | 1         | 0       |